# Kohlmühle (Hohnstein)

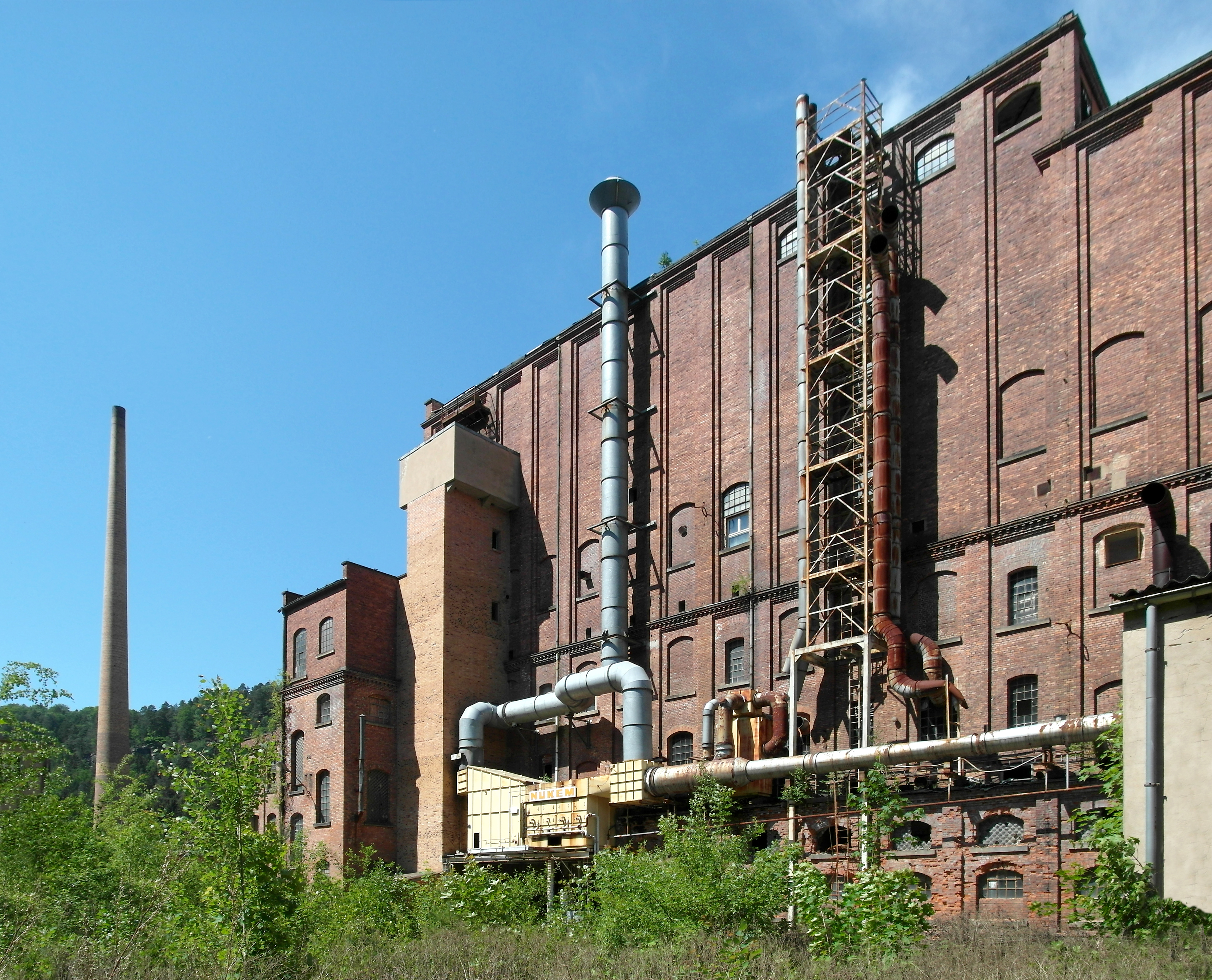
Stillgelegtes Linoleumwerk Kohlmühle

Kohlmühle ist der kleinste Ortsteil von Hohnstein im Landkreis Sächsische Schweiz-Osterzgebirge in der Ortschaft Goßdorf, zu der daneben noch der Ortsteil Waitzdorf gehört.
Der Ortsteil liegt im äußersten Süden der Gemarkung Goßdorf, im Sebnitztal. Dort befindet sich auch der tiefste Punkt der Flur Goßdorf mit 148 Metern. Prägend für den Ort ist das riesige Gebäude des Linoleumwerkes Kohlmühle. Durch seine Bauweise aus Backstein steht es unter Denkmalschutz. Aufgrund der Insolvenz der Firma kam es am 31. Mai 2016 zur Versteigerung und zum Verkauf. Allerdings haben die Erwerber auf Grund zahlreicher Schäden und Kontaminationen selbst erheblichen Zweifel an einer schnellen und umfassenden Sanierung.
Die Kohlmühle selbst wurde vor mehr als 200 Jahren erbaut. Zuvor hatte, bis 1756, ein Mühlengebäude an der Ausmündung des Kohlichtgraben gestanden. Bereits vor mehr als 100 Jahren war die Kohlmühle ein beliebter Ausflugsort für die Bad Schandauer Kurgäste als Endpunkt von Wanderungen in das Sebnitztal. Damals lag die Mühle am Rande eines weiten Wiesenplanes, den „Hankewiesen“.

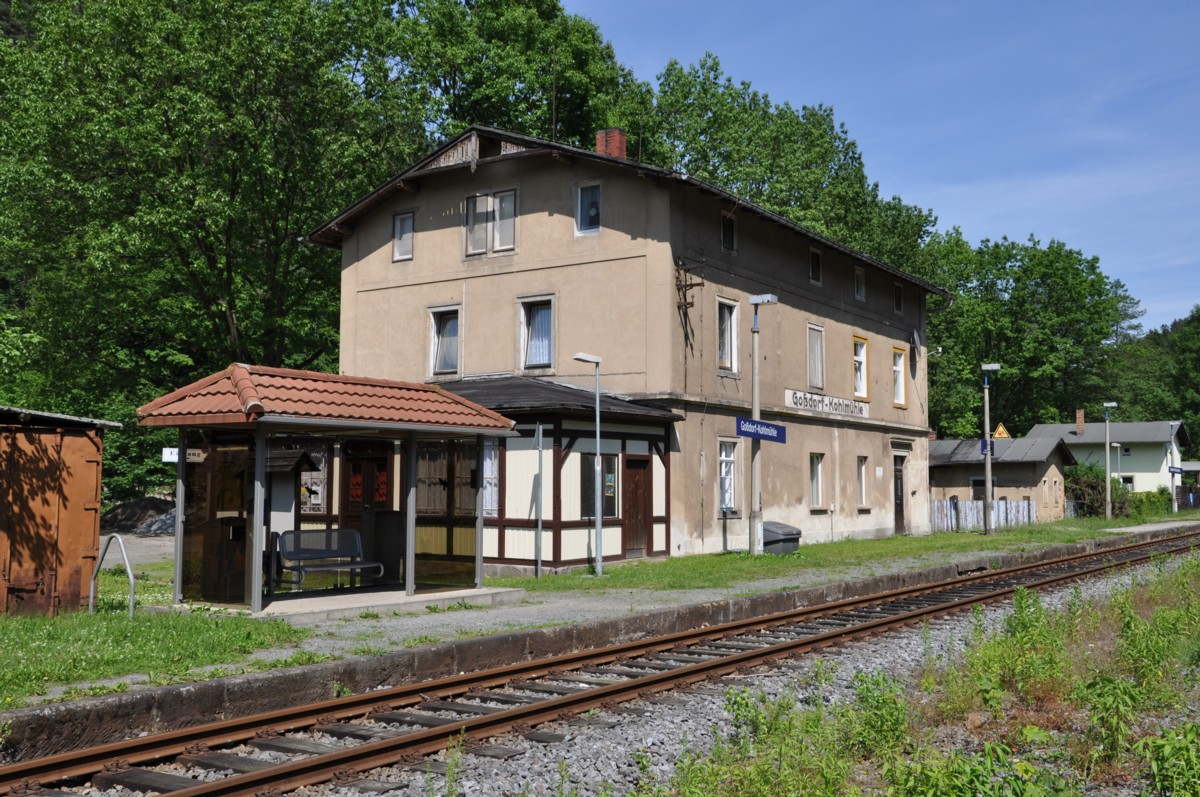
Das Empfangsgebäude des ehemaligen Bahnhofs und heutigen Haltepunkts Goßdorf-Kohlmühle (2010)

Mit der Eröffnung des Abschnitts Neustadt–Bad Schandau der Strecke Bautzen–Bad Schandau am 1. August 1877 wurde erstmals ein Haltepunkt Kohlmühle eingerichtet, der zunächst nur dem Personenverkehr für die direkt am Haltepunkt gelegene Papierfabrik, das spätere Linoleumwerk, diente. Erst mit der Eröffnung der Schmalspurbahn Goßdorf-Kohlmühle–Hohnstein am 1. Mai 1897 wurde Kohlmühle für den öffentlichen Güterverkehr geöffnet. Zuvor war der Haltepunkt Kohlmühle für den Anschluss der Schmalspurbahn zum Bahnhof erweitert worden; eine hölzerne Umladehalle sowie ein Lok- und ein Kohleschuppen entstanden. 1902 kam es durch den Ausbau der Fabrikanlagen und der damit verbundenen Entstehung einer Arbeitersiedlung zur Gründung des heutigen Ortsteils Kohlmühle.
Am 15. Mai 1936 wurde die Bahnhofsbezeichnung in Goßdorf-Kohlmühle geändert. Mit der Stilllegung der Schmalspurbahn am 27. Mai 1951 verlor der Bahnhof an Bedeutung und ist heute wieder ein Haltepunkt. Er wird seit Juni 2014 von der Linie U28 (Rumburk – Sebnitz – Bad Schandau – Děčín hl. n.) bedient. Der Anlagen hat sich der Verein Schwarzbachbahn e. V. angenommen.